# Selinum banaticum
Selinum banaticum är en flockblommig växtart som beskrevs av Pál Kitaibel. Selinum banaticum ingår i släktet krusfrön, och familjen flockblommiga växter. Inga underarter finns listade i Catalogue of Life.